# Estinzione. Uno sfacelo
Estinzione. Uno sfacelo (titolo orig. Auslöschung)  è l'ultimo romanzo di Thomas Bernhard, pubblicato originariamente in Germania nel 1986.

## Trama
(citazione di Michel Eyquem de Montaigne in esergo di Estinzione)
Estinzione, diviso in due lunghe parti, è composto secondo la tecnica peculiare di Bernhard del Bericht (resoconto), attraverso la quale apprendiamo del protagonista Franz-Josef Murau, un austriaco in esilio volontario a Roma — dove impartisce lezioni private di lingua tedesca al giovane Gambetti, cui i suoi monologhi sono rivolti — tormentato dalle proprie origini. La comunicazione per tramite di un telegramma della morte dei genitori e del fratello avvenuta in un incidente stradale porta Murau al paese natale, Wolfsegg, in Alta Austria dove deciderà di donare la proprietà di famiglia alla comunità ebraica di Vienna.

## Edizioni italiane
- Thomas Bernhard, Estinzione. Uno sfacelo, traduzione di Andreina Lavagetto, Collana Fabula n. 98, Milano, Adelphi, 1996,  p. 494, ISBN 978-88-459-1266-5.
- Thomas Bernhard, Estinzione. Uno sfacelo, traduzione di Andreina Lavagetto, Collana Gli adelphi 593, Milano, Adelphi, 2020, ISBN 978-88-459-3498-8.